# Estnischer Fußballpokal 2011/12
Der Estnische Fußballpokal 2011/12 war die 22. Austragung des estnischen Pokalwettbewerbs der Männer. Das Finale fand am 26. Mai 2012 statt.
Pokalsieger wurde der FC Levadia Tallinn im Finale gegen JK Trans Narva. Titelverteidiger FC Flora Tallinn war im Halbfinale gegen den späteren Sieger ausgeschieden.

## Teilnehmer
Meistriliiga
- 1. Runde (7 Teams): FC Ajax Lasnamäe, FC Flora Tallinn, FC Levadia Tallinn, FC Kuressaare, JK Nõmme Kalju, JK Trans Narva, FC Viljandi
- 2. Runde (3 Teams): JK Kalev Sillamäe, Paide Linnameeskond, JK Tammeka Tartu

Esiliiga
- 1. Runde (5 Teams): FC Infonet Tallinn, FC Lootus Kohtla-Järve, JK Tallinna Kalev, Pärnu Linnameeskond, FC Valga Warrior
- 2. Runde (4 Teams): FC Flora Tallinn II, Kiviõli Tamme Auto, FC Puuma, Tallinna JK Legion

II Liiga
- 1. Runde (10 Teams): HÜJK Emmaste, Jõhvi JK Orbiit, JK Kaitseliit Kalev, JK Luunja, FC Nõmme United, FC Olympic Tallinn, Tabasalu Palliklubi, JK Tammeka Tartu II, Tartu FC HaServ, Viljandi JK Tulevik
- 2. Runde (6 Teams): JK Nõmme Kalju II, Paide Kumake, JK Tarvas Rakvere, Sörve JK, Tartu SK 10 Premium, JK Türi Ganvix

III Liiga
- 1. Runde (17 Teams): FC Ararat TTÜ Tallinn, FC Elva, EMÜ SK, FCF Järve-Jaani SK, Jõgeva SK Noorus-96, Keila JK, FC Kose, Kuusalu JK Rada, FC Maardu, FC Otepää, Raasiku FC Joker, Saaremaa JK aameraaS, Saue JK Laagri, FC Tabivere, JK Tallinna Kalev III, Tartu JK Welco Elekter, FC Valga Warrior II
- 2. Runde (11 Teams): JK Kaitseliit Kalev II, Kärdla Linnameeskond, FC Lootos Põlva, SK Mercury Tallinn, FC Metropool Pärnu, Navi Vutiselts, JK Piraaja Tallinn, Rapla JK Atli, Saaremaa JK, Tallinna JK Visadus, JK Võru

IV Liiga
- 1. Runde (13 Teams): FC Achtamar Tallinn, FC Haiba, FC Igiliikur Viimsi, FC Kiiu, FC Lelle, FC Otepää II, JK Nõmme Kalju III, FC Reaal Tallinn, Tallinna JK Jalgpallihaigla, JK Tallinna Kalev Junior, SK Tapa, FC Toompea 1994, FC Twister Tallinn
- 2. Runde (14 Teams): Ambla Vallameeskond, FC Aspen Võrumaa, JK Suema Cargobus, FC Eston Villa, Kristiine JK, JK Leisi, JK Loo, Saku Sporting, FC Soccernet Tallinn, SK Tääksi, Tabasalu Palliklubi II, Tallinna FC Pokkeriprod, FCF Tallinna Ülikool, Tartu Quattromed

## 1. Runde
Die Auslosung fand am 15. Juni 2011 statt.
| Datum      |                             | Ergebnis              |                        |
| ---------- | --------------------------- | --------------------- | ---------------------- |
| 06.07.2011 | FC Olympic Tallinn          | 6:1                   | FC Kiiu                |
| 09.07.2011 | JK Kaitseliit Kalev         | 2:7                   | FC Viljandi            |
| 12.07.2011 | FC Ararat TTÜ Tallinn       | 3:1                   | Viljandi JK Tulevik    |
| 12.07.2011 | Tabasalu Palliklubi         | 9:1                   | FC Twister Tallinn     |
| 19.07.2011 | Tartu FC HaServ             | 2:4                   | JK Trans Narva         |
| 19.07.2011 | JK Nõmme Kalju              | 14:00                 | JK Nõmme Kalju III     |
| 19.07.2011 | Jõgeva SK Noorus-96         | 1:1 n. V. (5:4 i. E.) | Saue JK Laagri         |
| 19.07.2011 | FC Toompea 1994             | 01:12                 | Jõhvi JK Orbiit        |
| 19.07.2011 | FC Maardu                   | 0+:- 1                | FC Kose                |
| 19.07.2011 | FC Achtamar Tallinn         | 4:2                   | FC Valga Warrior II    |
| 19.07.2011 | JK Tallinna Kalev Junior    | 1:4                   | FCF Järve-Jaani SK     |
| 19.07.2011 | Tartu JK Welco Elekter      | 1:0                   | Tallinna Kalev III     |
| 20.07.2011 | FC Igiliikur Viimsi         | 1:2                   | SK Tapa                |
| 20.07.2011 | FC Reaal Tallinn            | 1:9                   | Pärnu Linnameeskond    |
| 20.07.2011 | FC Valga Warrior            | 1:5                   | JK Tammeka Tartu II    |
| 20.07.2011 | FC Infonet Tallinn          | 8:0                   | FC Haiba               |
| 20.07.2011 | Saaremaa JK aameraaS        | 02:10                 | JK Tallinna Kalev      |
| 20.07.2011 | FC Nõmme United             | 1:3                   | Keila JK               |
| 20.07.2011 | Kuusalu JK Rada             | 2:1                   | FC Tabivere            |
| 20.07.2011 | FC Elva                     | 0+:- 2                | JK Luunja              |
| 20.07.2011 | FC Lelle                    | 2:1                   | HÜJK Emmaste           |
| 26.07.2011 | FC Ajax Lasnamäe            | 0:6                   | FC Kuressaare          |
| 26.07.2011 | Raasiku FC Joker            | 5:0 n. V.             | FC Otepää              |
| 27.07.2011 | Tallinna JK Jalgpallihaigla | 00:17                 | FC Flora Tallinn       |
| 27.07.2011 | FC Levadia Tallinn          | 8:0                   | FC Lootus Kohtla-Järve |
| 31.07.2011 | EMÜ SK                      | 1:9                   | FC Otepää              |

## 2. Runde
Die Auslosung fand am 21. Juli 2011 statt.
| Datum      |                         | Ergebnis              |                        |
| ---------- | ----------------------- | --------------------- | ---------------------- |
| 02.08.2011 | Paide Linnameeskond     | 8:0                   | Tabasalu Palliklubi II |
| 02.08.2011 | Kuusalu JK Rada         | 0:3                   | FC Viljandi            |
| 02.08.2011 | Raasiku FC Joker        | 3:0                   | FC Olympic Tallinn     |
| 02.08.2011 | FC Levadia Tallinn      | 1:1 n. V. (5:4 i. E.) | JK Nõmme Kalju         |
| 03.08.2011 | Kärdla Linnameeskond    | 1:3                   | FC Puuma               |
| 03.08.2011 | FC Flora Tallinn II     | 3:0                   | Tartu SK 10 Premium    |
| 03.08.2011 | JK Suema Cargobus       | 2:3                   | FC Ararat TTÜ Tallinn  |
| 03.08.2011 | JK Võru                 | 5:0                   | SK Mercury Tallinn     |
| 03.08.2011 | JK Nõmme Kalju II       | 10:10                 | JK Kaitseliit Kalev II |
| 03.08.2011 | Saaremaa JK             | 0+:- 3                | Saku Sporting          |
| 03.08.2011 | FC Maardu               | 4:0                   | Rapla JK Atli          |
| 03.08.2011 | Tallinna JK Visadus     | 0:2                   | Navi Vutiselts         |
| 03.08.2011 | Jõhvi JK Orbiit         | 9:1                   | FC Aspen Võrumaa       |
| 03.08.2011 | JK Kalev Sillamäe       | 6:0                   | JK Tammeka Tartu II    |
| 03.08.2011 | SK Tapa                 | 0:8                   | JK Tallinna Kalev      |
| 03.08.2011 | Kiviõli Tamme Auto      | 8:1                   | SK Tääksi              |
| 03.08.2011 | Tartu Quattromed        | 1:5                   | Pärnu Linnameeskond    |
| 03.08.2011 | JK Trans Narva          | 7:0                   | Tallinna JK Legion     |
| 03.08.2011 | FC Kuressaare           | 7:0                   | Ambla Vallameeskond    |
| 03.08.2011 | Tallinna FC Pokkeriprod | 00:24                 | JK Tammeka Tartu       |
| 03.08.2011 | Tartu JK Welco Elekter  | 5:2                   | JK Loo                 |
| 03.08.2011 | FC Flora Tallinn        | 13:00                 | FC Lelle               |
| 04.08.2011 | FC Soccernet Tallinn    | 4:3                   | FC Achtamar Tallinn    |
| 10.08.2011 | FCF Tallinna Ülikool    | 2:3                   | JK Türi Ganvix         |
| 10.08.2011 | FC Elva                 | 3:3 n. V. (3:0 i. E.) | Jõgeva SK Noorus-96    |
| 10.08.2011 | Kristiine JK            | 0:9                   | FC Infonet Tallinn     |
| 10.08.2011 | FC Lootos Põlva         | 6:1                   | FCF Järve-Jaani SK     |
| 11.08.2011 | Paide Kumake            | 1:0                   | Sörve JK               |
| 11.08.2011 | JK Leisi                | 2:2 n. V. (5:4 i. E.) | JK Piraaja Tallinn     |
| 11.08.2011 | JK Tarvas Rakvere       | 5:0                   | FC Eston Villa         |
| 16.08.2011 | Keila JK                | 0+:- 4                | Tabasalu Palliklubi    |
| 17.08.2011 | FC Otepää               | 3:0                   | FC Metropool Pärnu     |

## 3. Runde
Die Auslosung fand am 4. August 2011 statt.
| Datum      |                     | Ergebnis              |                        |
| ---------- | ------------------- | --------------------- | ---------------------- |
| 30.08.2011 | Jõhvi JK Orbiit     | 0:3                   | FC Viljandi            |
| 31.08.2011 | Kiviõli Tamme Auto  | 1:3                   | Paide Linnameeskond    |
| 31.08.2011 | Pärnu Linnameeskond | 13:00                 | FC Soccernet Tallinn   |
| 31.08.2011 | JK Kalev Sillamäe   | 8:0                   | JK Võru                |
| 31.08.2011 | JK Trans Narva      | 9:0                   | Navi Vutiselts         |
| 31.08.2011 | FC Kuressaare       | 2:1                   | Tartu JK Welco Elekter |
| 31.08.2011 | FC Elva             | 1:2                   | FC Maardu              |
| 31.08.2011 | JK Nõmme Kalju II   | 4:4 n. V. (3:4 i. E.) | FC Lootos Põlva        |
| 07.09.2011 | FC Flora Tallinn II | 2:1                   | FC Ararat TTÜ Tallinn  |
| 07.09.2011 | Paide Kumake        | 3:2                   | JK Türi Ganvix         |
| 07.09.2011 | JK Leisi            | 0:1                   | Saaremaa JK            |
| 07.09.2011 | FC Puuma            | 1:4                   | FC Flora Tallinn       |
| 07.09.2011 | FC Levadia Tallinn  | 5:0                   | FC Infonet Tallinn     |
| 07.09.2011 | Raasiku FC Joker    | 1:4                   | JK Tammeka Tartu       |
| 14.09.2011 | Keila JK            | 2:5 n. V.             | JK Tarvas Rakvere      |
| 05.10.2011 | FC Otepää           | 0:7                   | JK Tallinna Kalev      |

## Achtelfinale
Die Auslosung fand am 6. September 2011 statt.
| Datum      |                     | Ergebnis              |                     |
| ---------- | ------------------- | --------------------- | ------------------- |
| 25.09.2011 | Paide Kumake        | 0:1                   | FC Flora Tallinn II |
| 04.10.2011 | FC Viljandi         | 2:1 n. V.             | JK Tarvas Rakvere   |
| 05.10.2011 | FC Lootos Põlva     | 0:9                   | FC Flora Tallinn    |
| 08.10.2011 | JK Trans Narva      | 6:0                   | FC Maardu           |
| 09.10.2011 | Saaremaa JK         | 1:4                   | Pärnu Linnameeskond |
| 01.11.2011 | Paide Linnameeskond | 3:3 n. V. (7:6 i. E.) | JK Kalev Sillamäe   |
| 01.11.2011 | JK Tammeka Tartu    | 7:0                   | FC Kuressaare       |
| 02.11.2011 | FC Levadia Tallinn  | 4:1                   | JK Tallinna Kalev   |

## Viertelfinale
Die Auslosung fand am 8. März 2012 statt.
| Datum      |                     | Ergebnis |                     |
| ---------- | ------------------- | -------- | ------------------- |
| 24.04.2012 | JK Trans Narva      | 2:1      | JK Tammeka Tartu    |
| 24.04.2012 | FC Flora Tallinn    | 3:0      | FC Viljandi         |
| 25.04.2012 | Paide Linnameeskond | 4:0      | Pärnu Linnameeskond |
| 25.04.2012 | FC Flora Tallinn II | 0:2      | FC Levadia Tallinn  |

## Halbfinale
Die Auslosung fand am 26. April 2012 statt.
| Datum      |                     | Ergebnis              |                  |
| ---------- | ------------------- | --------------------- | ---------------- |
| 08.05.2012 | Paide Linnameeskond | 0:1                   | JK Trans Narva   |
| 08.05.2012 | FC Levadia Tallinn  | 0:0 n. V. (5:4 i. E.) | FC Flora Tallinn |

## Finale
| Paarung            | JK Trans Narva – FC Levadia Tallinn |
| Ergebnis           | 0:3 (0:2) |
| Datum              | 26. Mai 2012 |
| Stadion            | A. Le Coq Arena, Tallinn |
| Zuschauer          | 3.007 |
| Schiedsrichter     | Roomer Tarajev |
| Tore               | 0:1 Maksim Podholjuzin (40.) 0:2 Artjom Artjunin (65.) 0:3 Igor Morozov (81.) |
| JK Trans Narva     | Vladimir Malkov – Aleksandr Kulik, Stanislav Kitto , Erik Grigorjev, Aleksandrs Abramenko – Irié Bi Séhi Elysée, Aleksejs Kuplovs-Oginskis, Vitali Gussev, Aleksandr Alekseev (80. Vladislav Fjodorov) – Dmitrijs Medeckis (70. Sergei Kazakov), Maksim Gruznov (68. Vitaly Kutuzov) Cheftrainer: Sergei Prichodko ( Russland) |
| FC Levadia Tallinn | Roman Smischko – Artjom Artjunin, Igor Morozov , Maksim Podholjuzin, Aleksandr Kulinitš – Igor Subbotin (90.+1' Andreas Raudsepp), Ilja Antonov, Marek Kaljumäe, Andero Pebre (46. Rimo Hunt) – Janar Toomet, Artur Rättel (83. Vitali Leitan) Cheftrainer: Marko Kristal                                                      |
| Gelbe Karten       | Dmitrijs Medeckis, Aleksandr Kulik, Aleksejs Kuplovs-Oginskis – Artur Rättel, Ilja Antonov, Marek Kaljumäe |